# Школа хуманих односа
Школа хуманих односа јавља се после открића утицаја друштвених чиниоца на понашање радника у току рада, а захваљујући тзв. Хоторн студији. Истовремено био је то одговор на поставке Тејлоровог научног управљања.

## Историја
Истраживања су почела у Чикагу (1924) од стране инжењера Вестерн Електрик Компаније (Western Electric Company), у чијем саставу су била и постројења из Хоторна. Они су проучавали дејство осветљења радног места на продуктивност и утврдили да она не зависи од осветљења, његове јачине или боје. Наиме, референтна група радника имала је стално осветљење. Друга, која је била огледна, променљиво осветљење, чија је јачина ишла од веома јаке до јачине месечине. У обе је расла производност.
Године 1927. одсек индустријског истраживања Хардвардског универзитета, на коме је Елтон Мајо био професор, почео је са истраживањима у одељењу за проверу преносника поменутог предузећа. У овом одељењу је, пет година раније, почело да се ради на увођењу нових чиниоца у радну средину са циљем повећања усредсређености за рад. Нови радни услови примењивани су на пет жена које су радиле у овом одељењу, а састојали су се у додатним одморима током рада и могућности освежења. Све ово, укључујући и повратак на старе услове рада, није утицало на њихову продуктивност, односно производња је у оба случаја расла. Објашњење до кога се касније дошло, названо је Хоторн ефекат. Закључено је да чиниоци радне средине, за које се претпостављало да ће утицати на производност, нису имали никакво дејство из два разлога: прво, међусобни односи запослених у овој групи су били веома добри, и друго - постојао је висок степен усклађености циљева радника и руководства.
Истраживање је настављено и имало је укупно пет корака. Последњи корак почео је, после четворогодишњег застоја узрокованог  економском кризом, 1936. године, а завршила се пред Други светски рат.
Елтон Мајо је најизразитији представник школе хуманих односа. Он је захтевао на задовољавању друштвених потреба запослених, пре свега на успостављању добрих међусобних односа и на осећању да су запослени важан чинилац сваког предузећа. У том смислу, руководство треба да се занима и за личне потребе радника и да утиче на избегавање сукоба.
И поред свог напредног усредсређења, ова школа ни из далека није достигла славу Тејлоровог научног управљања. Разлози за то могу се наћи у времену када се појавила. Крај двадесетих и почетак тридесетих година двадесетог века обележен је познатом светском економском кризом. Тадашњој светској економији више је одговарало управљање са чврстим надгледањем и раздвајањем управљачких и извршилачких дужности, него начин који је окренут запосленима.